# سارای‌جیک (آماسیه)
سارای‌جیک (به ترکی استانبولی: Saraycık) یک منطقهٔ مسکونی در ترکیه است که در آماسیه واقع شده‌است.